# موراي كينيث غوثري
موراي كينيث غوثري (بالإنجليزية: Murray Guthrie)‏ هو طيار بطل أمريكي، ولد في 29 مايو 1896 في منيابولس في الولايات المتحدة، وتوفي في 21 مايو 1985 في لوميتا في الولايات المتحدة.